# بدعت در اسلام
در اسلام، بِدعَت به معنی نوآوری در اعمال یا اعتقادات دینی است به گونه‌ای که در قرآن و سنت نباشد. بدعت می‌تواند هم تغییر در یکی از اعتقادات و عبادات و هم ایجاد چیزی جدید باشد. برخی مسلمانان بر این باورند که هرگونه نوآوری غیر مجاز است، ولی برخی دیگر معتقدند در طول زمان بسته به شرایط برخی تغییرات باید انجام شوند. مخالفان بدعت می‌گویند که اگر عبادتی فایده‌ای داشت، در زمان پیامبر نمونه‌ای از آن باید انجام می‌شده وگرنه به این معنا است که راهی برای جلب رضایت خداوند وجود دارد که بر پیامبر بسته بود.
آیه‌ای که برای مقابله با بدعت استفاده می‌شود، آیهٔ سوم سورهٔ مائده است: «امروز دین شما را برایتان کامل و نعمت خود را بر شما تمام گردانیدم، و اسلام را برای شما [به عنوان] آیینی برگزیدم.» لذا، بدعت به‌طور غیر مستقیم به معنی کامل‌نبودن دین تلقی می‌گردد.
همهٔ نوآوری‌ها ناپسند دانسته نشده‌اند و به عنوان مثال محمد بن ادریس شافعی جشن در میلاد پیامبر و تأسیس مدرسه و بیمارستان را پسندیده می‌داند. بیشتر تلاش‌ها برای مبارزه با بدعت در عبادات بوده، مانند: زیارت قبر، جشن گرفتن در اعیاد نامسلمانان، و برخی دعاها. درباره اخیر بحث‌های فراوانی انجام گرفته و برخی از مسلمانان با انجام این کارها مخالف‌اند و برخی آن‌ها را جایز می‌دانند. احتمالاً آغازگر بحث بر سر بدعت پسندیده و ناپسند عمر بن خطاب و دستورش به برگزاری نماز مستحب تراویح به جماعت است که بعد از آن گفت: «نِعْمَ البدعةُ هذِهِ، این چه بدعت نیکویی است».

## در شیعه
محمدباقر مجلسی در تعریف بدعت می‌گوید: «آنچه بعد از پیامبر صلّی اللّه علیه وآله وسلّم به عنوان عقیده یا عمل دینی ارائه گردد، در حالی که درباره آن بیان خاصّی نرسیده باشد و مصداقی از یک حکم کلّی نیز به‌شمار نرود یا آنکه آن عمل صریحاً نهی شده باشد بدعت است.» این تعریف به این معناست که نوآوری باید به نام دین انجام گیرد تا بدعت تلقی گردد.